# West Ham United WFC
West Ham United WFC är ett engelskt damfotbollslag från London. Laget, som spelar i FA Women's Super League, är organisatoriskt knutet till klubben West Ham United.2018 byter det namn från West Ham United LFC till West Ham United WFC Största cup framgången var i FA Women's Cup då dom nådde finalen i maj 2019 förlorade med 0-3 mot Manchester City.